# Onda Italiana
Onda Italiana è stato un canale televisivo italiano, che trasmette una programmazione di videoclip di musica italiana, film e telefilm.

## Storia
Il canale sostituiva Onda Latina il 28 dicembre 2015 all'LCN 162, all'interno del mux Rete A 2, e manteneva l'identificativo del canale precedente. Anche il logo manteneva la stessa grafica del canale precedente, ma con la differenza della scritta "italiana" al posto della scritta "latina", e che da colorato diventava bianco e con l'orologio digitale sotto di esso.
Dal 7 gennaio 2016 si trasferisce sull'LCN 69, invertendo le posizioni con il canale Radio Capital TiVù.
Alla mezzanotte del 1º ottobre 2016 il canale ha terminato le trasmissioni ed è stato rimpiazzato da Canale 69 di GM Comunicazione.